# Athanasios Mastrovasilis
Athanasios Mastrovasilis (griechisch Αθανάσιος Μαστροβασίλης, * 18. April 1979 in Thessaloniki) ist ein griechischer Schachspieler.
Die griechische Meisterschaft konnte er zweimal gewinnen: 2015 und 2018. Er spielte für Griechenland bei vier Schacholympiaden: 2004, 2010, 2014 und 2016. Außerdem nahm er an drei europäischen Mannschaftsmeisterschaften (2009, 2015 und 2017) und an der Mannschaftsweltmeisterschaft (2010) teil.
In der Saison 2005/06 der französischen Mannschaftsmeisterschaft im Schach kam er für den Club de La Tour Sarrazine Antibes zum Einsatz.
Im Jahre 2000 wurde ihm der Titel Internationaler Meister (IM) verliehen. Der Großmeister-Titel (GM) wurde ihm 2005 verliehen.
Er ist der ältere Bruder des Großmeisters Dimitrios Mastrovasilis (* 1985).
| Hier fehlt eine Grafik, die leider im Moment aus technischen Gründen nicht angezeigt werden kann. Wir arbeiten daran! |